# Auguste Diès
Auguste Diès (* 6. Januar 1875 in Le Mans, Sarthe; † 5. Februar 1958 in Saint-Servan, heute ein Viertel von Saint-Malo, Ille-et-Vilaine) war ein französischer Gräzist, Philosophiehistoriker und römisch-katholischer Priester.

## Leben
Nach einem Studium am Institut Catholique de Paris bei Charles Huit und Clodius Piat erwarb Diès die licence ès Lettres 1897 an der Sorbonne. Im Anschluss absolvierte er ein Diplôme d’Études Supérieures d’Histoire et Géographie mit einer Dissertation über die L’Organisation intérieure de l’École d’Athènes aux IVe et Ve siècles après J.-C. Für die Agrégation bereitete er sich von 1900 bis 1902 an der Sorbonne bei Victor Brochard und Lucien Lévy-Bruhl und mit einem Auslandsaufenthalt in Berlin bei Ulrich von Wilamowitz-Moellendorff vor. Auf Anregung von Louis Duchesne wandte er sich der gräzistischen Forschung zu. Nach einigen Jahren im Höheren Schuldienst erreichte er 1909 an der Faculté de Rennes das doctorat ès lettres mit einer thèse La Définition de l’Être et la nature des Idées dans le Sophiste de Platon und einer thèse complémentaire Le Cycle mystique. La divinité, origine et fin des existences individuelles dans la philosophie antésocratique. Von 1909 an lehrte er bis zu seiner Emeritierung im Jahr 1952 an der Faculté des Lettres d’Angers. Nach dem Ende des Ersten Weltkrieges bereiste Diès 1920 in vertraulicher Mission Jugoslawien, Rumänien und die Tschechoslowakei, um Studenten für die Katholische Fakultät der Université de Strasbourg zu gewinnen, und nahm dabei insbesondere die Arbeiten des tschechischen Platonforschers František Novotný zur Kenntnis. 1926 verlieh die Katholische Universität Löwen ihm ein Ehrendoktorat, 1928 wurde er zum korrespondierenden Mitglied, am 14. Dezember 1943 zum Vollmitglied der Académie des inscriptions et belles-lettres gewählt. Nach seiner Emeritierung übernahm er von 1952 bis 1955 eine Professur an der Universität Kairo.
Zentrales Arbeitsgebiet waren Platon und der Platonismus, insbesondere die Dialoge Sophistes und Philebos, zu denen er ausführliche Studien vorlegte. Darüber hinaus veröffentlichte Diès verschiedene, teils häufig nachgedruckte Texteditionen mit französischer Übersetzung (Parmenides, Theaitetos, Politikos, teilweise Nomoi) in dem Projekt der Association Guillaume Budé einer Gesamtausgabe Platons.

## Schriften (Auswahl)
Monographien
- La définition de l’être et la nature des idées dans le Sophiste de Platon. F. Alcan, Paris 1909. Seconde édition, Vrin, Paris 1932, Nachdrucke 1963 und 1982.
- Le Cycle mystique. La divinité, origine et fin des existences individuelles dans la philosophie antésocratique. F. Alcan, Paris 1909.
- Autour de Platon. Essais de critique et d’histoire. G. Beauchesne, Paris 1927. Deuxième tirage revu et corrigé, Les Belles Lettres, Paris 1972.
- Autour de Platon II, Les Dialogues. Esquisses doctrinales: Essais de critique et d’histoire. G. Beauchesne, Paris 1927.
- Platon. Impr. E. Grevin, Lagny-sur-Marne; éditeur: Ernest Flammarion. 1930. Nachdruck Flammarion, Paris 1937.
- Le platonisme en Tchécoslovaquie. Fr. Novotny et les lettres de Platon. Éd. du Cerf, Juvisy (Seine-et-Oise) 1931.

Ausgaben
- Platon, Œuvres complètes, Tome VIII, 1, Parménide (1923); 2, Théétète (1924); 3, Le Sophiste (1925). Introduction, traduction et notes par Auguste Diès. Les Belles Lettres, Paris 1923–1925.
- Platon, Œuvres complètes, Tome IX, 2, Philèbe. Les Belles Lettres, Paris 1941.